# Градива (фильм, 1970)
Градива (лат. Gradiva) — фильм режиссёра Джорджо Альбертацци, снятый в 1970 году.

## Сюжет
Экранизация одноименной сновидческой новеллы Вильгельма Йенсена, сюжет которой дополнен фрейдистским толкованием, взятым из работы основоположника психоанализа «Бред и сны в «Градиве» Йенсена».
Основная сюжетная линия в целом совпадает с литературным источником, но действие перенесено во вторую половину 1960-х годов. После катастрофического наводнения, произошедшего 4 ноября 1966 во Флоренции, археологи извлекают из затопленного раскопа древнеримский барельеф с изображением идущей женщины. Оказавшийся поблизости молодой немецкий археолог Норберт Ханольд очарован изображением и необычно высоким углом наклона ступни этой особы, названной им Градивой («Шествующей»), по аналогии с римским Марсом Градивом.
Как и в новелле, сны о Градиве и извержении Везувия едва не сводят молодого человека с ума, в результате чего он едет в Помпеи и останавливается в Сорренто. Сцены встреч с «Градивой»/Зоей Бертганг в доме Мелеагра имеют некоторые отличия от оригинала: так, вместо альбома с этюдами девушка забывает конверт с фотографиями, а в Помпеях какие-то энтузиасты репетируют театральную постановку на сюжет мифа об Орфее и Эвридике. На фоне репетиции демонстрируется эпизод с заколкой и происходит объяснение между Норбертом и Зоей. Любовная сцена решена значительно откровеннее, чем у Йенсена, благодаря использованию режиссёром богатого эротического потенциала Лауры Антонелли.
Для озвучивания фрейдовского анализа психологического состояния Норберта в число действующих лиц введен психоаналитик, которого сыграл сам постановщик. В финале картины Норберт и Зоя выбрасывают обратно в море античную амфору, выловленную незадолго до этого с большим трудом — символический жест, означающий намерение жить, не оглядываясь на химеры и призраки прошлого.

## В ролях
- Лаура Антонелли — «Градива»/Зоя Бертганг
- Петер Шатель — Норберт Ханольд
- Джорджо Альбертацци — психоаналитик
- Марилу Толо
- Бьянка Токкафонди
- Пенни Браун
- Уго Кардеа
- Рита Кальдерони
- Жизела Хан
- Карла Кассола

## О фильме
Единственная кинолента, поставленная актером Джорджо Альбертацци, известным также как театральный и телевизионный режиссёр. Петер Шатель сыграл в этом фильме свою первую главную роль.
Снятый с большими трудностями, фильм получил 26 сентября 1970 цензурное разрешение, но так и не вышел в широкий прокат, и был показан в Италии только через десять лет, 20 августа 1980 года на канале RaiUno.
Некоторая театральность постановки вызвала противоречивые оценки немногих критиков, видевших картину: кто-то относит к числу её достоинств многочисленные литературные отсылки, рассыпанные в диалогах, фрейдистский психоанализ и выразительный саундтрек Марио Нашимбене; другие находят фильм «претенциозным и беспомощным». Лента Альбертацци лишена иронии, присутствующей в оригинальной новелле и уравновешивающей её сюрреалистичность.
Картина была показана в 1970 году на 23-м Локарнском кинофестивале, где режиссёр получил Золотую камею.
Через 35 лет Ален Роб-Грийе, сценарист фильма «В прошлом году в Мариенбаде», в котором Альбертацци сыграл свою самую знаменитую роль, поставил собственную версию «Градивы».